# K-League de 2002
A K-League de 2002 foi a 20º edição da principal divisão de futebol na Coreia do Sul, a K-League. 
Dez times participaram da liga. O Seongnam Ilhwa Chunma foi o campeão pela quinta vez.